# Marit Ishol Skogan
Marit Ishol Skogan (* 7. Juli 1998 in Steinkjer, Nord-Trøndelag) ist eine norwegische Biathletin. Sie gab 2023 ihr Debüt im Weltcup und konnte dort mit der Staffel bisher einen Sieg einfahren.

## Sportliche Laufbahn
Ihr internationales Debüt gab Marit Ishol Skogan bei den Jugendweltmeisterschaften 2017 im slowakischen Osrblie und gewann mit Marthe Kråkstad Johansen und Mari Wetterhus hinter der russischen Auswahl die Silbermedaille. Im Folgejahr nahm sie bei der JWM an den Wettkämpfen der älteren Jahrgänge teil und erzielte mit Rang 8 im Sprint ihr bestes Individualergebnis. Im April 2018 gewann die Norwegerin bei den nationalen Meisterschaften mit Tonje Skjelstadås und Lotte Lie für Nord-Trøndelag die Goldmedaille im Staffelbewerb. Nach einer Teilnahme an der Junioren-EM 2019 beschränkten sich die Auftritte von Skogan in den zwei folgenden Saisons auf den Norgescup und norwegische Meisterschaften. Anfang 2022 gab sie in Osrblie ihr Debüt im IBU-Cup und erzielte bei ihren drei Wettkämpfen als Bestergebnis einen 15. Rang im Sprint.
Bei den Saisoneröffnungsrennen in Sjusjøen im November 2023 überzeugte Skogan derart, dass sie ohne großartige IBU-Cup-Erfahrung und ohne Teil eines Nationalkaders zu sein für den Weltcupauftakt in Östersund nominiert wurde. Als vorletzte Starterin beendete sie dort den Einzelwettkampf nach 19 Treffern als Zehnte und stand damit bei ihrem Debüt sofort unter den besten 10 eines Weltcuprennens. Nach zwei weiteren Top-20-Ergebnissen durfte die Norwegerin in Hochfilzen gemeinsam mit Juni Arnekleiv, Karoline Knotten und Ingrid Landmark Tandrevold erstmals ein Staffelrennen bestreiten, was sie auf Anhieb gewann. In der Lenzerheide lief sie in der Woche darauf im Sprint auf Rang sechs, verbesserte sich aber im Verfolgungswettkampf noch um drei weitere Positionen, wodurch sie ihren ersten Podestplatz in einem Individualbewerb realisieren konnte. Während Skogan mit der Staffel in Oberhof noch einmal auf dem Podest stand, fielen ihre Leistungen in den Einzelrennen ab, wonach sie ursprünglich nicht für die Weltmeisterschaften nominiert worden war. Da Karoline Knotten aber krankheitsbedingt ausfiel, bestritt Skogan das Einzel und schloss dieses als 68. von 92 Athletinnen ab. Der Wettkampfwinter endete nicht überzeugend, auf eigenen Wunsch lief die Norwegerin am Saisonende noch einige Rennen im IBU-Cup, wo sie in Obertilliach einen fünften Rang erzielte.
Im Frühjahr 2024 schlug Skogan den ihr angebotenen Platz in der norwegischen Nationalmannschaft aus, um weiterhin mit dem privaten Team Havland trainieren zu können. Im kommenden Winter bekam sie in der ersten Saisonhälfte einige Einsätze im IBU-Cup und erzielte drei Top-10-Ergebnisse, nach den Wettkämpfen am Arber wurde sie aus der Mannschaft genommen und startete für den Rest der Saison im Norgescup.

## Statistiken

### Weltcupsiege
| Nr. | Datum         | Ort        | Disziplin |
| --- | ------------- | ---------- | --------- |
| 1.  | 10. Dez. 2023 | Hochfilzen | Staffel 1 |

### Weltcupplatzierungen
Die Tabelle zeigt alle Platzierungen (je nach Austragungsjahr einschließlich Olympische Spiele und Weltmeisterschaften).
- 1.–3. Platz: Anzahl der Podiumsplatzierungen
- Top 10: Anzahl der Platzierungen unter den ersten zehn (einschließlich Podium)
- Punkteränge: Anzahl der Platzierungen innerhalb der Punkteränge (einschließlich Podium und Top 10)
- Starts: Anzahl gelaufener Rennen in der jeweiligen Disziplin
- Staffel: inklusive Mixed- und Single-Mixed-Staffeln

| Platzierung               | Einzel | Sprint | Verfolgung | Massenstart | Staffel | Gesamt |
| ------------------------- | ------ | ------ | ---------- | ----------- | ------- | ------ |
| 1. Platz                  |        |        |            |             | 1       | 1      |
| 2. Platz                  |        |        |            |             | 1       | 1      |
| 3. Platz                  |        |        | 1          |             |         | 1      |
| Top 10                    | 1      | 1      | 1          |             | 3       | 6      |
| Punkteränge               | 1      | 4      | 4          | 3           | 3       | 15     |
| Starts                    | 1      | 5      | 4          | 3           | 3       | 16     |
| Stand: Saisonende 2023/24 |        |        |            |             |         |        |

### Weltcupwertungen
Ergebnisse bei Weltcups (Disziplinen- und Gesamtweltcup) gemäß Punktesystem.
| Saison  | Einzel | Einzel | Sprint | Sprint | Verfolgung | Verfolgung | Massenstart | Massenstart | Gesamt | Gesamt |
| Saison  | Platz  | Punkte | Platz  | Punkte | Platz      | Punkte     | Platz       | Punkte      | Platz  | Punkte |
| ------- | ------ | ------ | ------ | ------ | ---------- | ---------- | ----------- | ----------- | ------ | ------ |
| 2023/24 | 35.    | 31     | 30.    | 71     | 21.        | 98         | 41.         | 14          | 30.    | 214    |

### Biathlon-Weltmeisterschaften
Ergebnisse bei den Weltmeisterschaften:
| Weltmeisterschaften | Weltmeisterschaften | Einzelwettbewerbe | Einzelwettbewerbe | Einzelwettbewerbe | Einzelwettbewerbe | Staffelwettbewerbe | Staffelwettbewerbe | Staffelwettbewerbe |
| Jahr                | Ort                 | Einzel            | Sprint            | Verfolgung        | Massenstart       | Damenstaffel       | Mixedstaffel       | S.-M.-Staffel      |
| ------------------- | ------------------- | ----------------- | ----------------- | ----------------- | ----------------- | ------------------ | ------------------ | ------------------ |
| 2024                | Nové Město          | 68.               | –                 | –                 | –                 | –                  | –                  | –                  |

### Jugend-/Juniorenweltmeisterschaften
Skogan nahm 2017 an den Jugend- und 2018 an den Juniorenwettkämpfen teil.
| Weltmeisterschaften | Weltmeisterschaften | Einzelwettbewerbe | Einzelwettbewerbe | Einzelwettbewerbe | Damenstaffel |
| Jahr                | Ort                 | Einzel            | Sprint            | Verfolgung        | Damenstaffel |
| ------------------- | ------------------- | ----------------- | ----------------- | ----------------- | ------------ |
| 2017                | Osrblie             | 17.               | 27.               | 22.               | 2.           |
| 2018                | Otepää              | –                 | 8.                | 32.               | –            |